# Klaus Niemuth
Klaus Niemuth (* 20. Februar 1938; † 27. Januar 2021) war ein deutscher Fußballspieler und -trainer.

## Sportlicher Werdegang
Die fußballerische Karriere von Niemuth begann beim HSV Hedemünden (zwischen Göttingen und Kassel) und setzte sich ab 1957 beim SV Arminia Hannover fort, als der Klub aus der Oberliga Nord in die Amateuroberliga Niedersachsen abgestiegen war. Zwar gelang dort zwei Mal hintereinander die Staffelmeisterschaft, in der Aufstiegsrunde verpasste die Mannschaft jedoch die Erstligarückkehr – im ersten Jahr chancenlos als Tabellenletzter, im zweiten Jahr fehlte als Tabellenzweiter ein Punkt auf den Aufsteiger Eintracht Osnabrück. Jedoch nahm Niemuth mit der Mannschaft an der Amateurmeisterschaft 1959 teil, wo sie das Endspiel gegen den FC Singen 04 erreichte. Im Offenburger Karl-Heitz-Stadion ging dieses mit 2:3 verloren.
Niemuth wechselte jedoch im Sommer 1959 gemeinsam mit Bruno Ziebs als Vertragsspieler in die Oberliga Nord, wo der Abwehr- und Mittelfeldspieler sich Bremerhaven 93 anschloss. Unter dem als Nachfolger des zum 1. FC Köln gewechselten Oswald Pfau neu verpflichteten Trainer Erich Garske gelang der Mannschaft der fünfte Tabellenplatz. Dabei war Niemuth in allen 30 Saisonspielen zum Einsatz gekommen, fünf der 59 Saisontore des Klubs gingen auf sein Konto. Garske wechselte anschließend ebenfalls an den Rhein und schloss sich dem seinerzeitigen Zweitdivisionär Bayer 04 Leverkusen an. Dabei lotste er Niemuth ebenso wie dessen Mannschaftskameraden Uwe Klimaschefski und Werner Torner mit zu seinem neuen Arbeitgeber. Nach einem dritten Platz im ersten Jahr gelang am Ende der Spielzeit 1961/62 als Zweitligameister die Rückkehr in die erste Liga. Anschließend übernahm Fritz Pliska das Traineramt, im letzten Oberliga-Jahr vor Einführung der Bundesliga erreichte die Mannschaft den neunten Tabellenplatz. Bis 1965 lief Niemuth anschließend noch für Bayer 04 in der zweitklassigen Regionalliga auf.
Unter Lehrgangsleiter Hennes Weisweiler hatte Niemuth 1967/68 erfolgreich den Fußball-Lehrer-Lehrgang an der Deutschen Sporthochschule Köln, zusammen mit Erhard Ahmann, Pal Csernai, Uli Maslo und Rainer Ohlhauser, absolviert. Zunächst blieb er als Spielertrainer bei Bayer Dormagen und als Werksportlehrer dem Bayer-Konzern erhalten. Zwischen 1974 und 1977 trainierte er dabei den SSV Ulm 1846, der seinerzeit in der 1. Amateurliga Nordwürttemberg als höchster Amateurklasse antrat. In der Spielzeit 1976/77 wurde er mit dem Klub Meister, mit nur einem Sieg in der Aufstiegsrunde wurde der Sprung in die 2. Bundesliga hinter dem verlustpunktfreien Freiburger FC und dem SSV Reutlingen 05 punkt- und torgleich mit dem SV Neckargerach klar verpasst. Anschließend ging er als Verbandstrainer zum Südbadischen Fußballverband, wo er bis zum Gang in den Ruhestand Ende März 2001 knapp ein Vierteljahrhundert an der Sportschule Steinbach tätig war und unter anderem Spieler wie Heiko Herrlich oder Sebastian Deisler betreute.
Neben der Verbandssportlehrertätigkeit fungierte er acht Jahre lang als DFB-Stützpunkttrainer in der Sportschule Schöneck. Unvergessen bleibt für Niemuth aber auch der Gewinn der Europameisterschaft als Co-Trainer von Dietrich Weise mit der A-Jugend 1980. Früh stellte er sich auch als Funktionsträger im Bund Deutscher Fußball-Lehrer zur Verfügung. Er übte das Amt des Stellvertreters für die Verbandsgruppe Baden-Württemberg aus.